# 終作
株式会社終作は（英: Shusaku Co.,Ltd.）は、神奈川県伊勢原市に本社を置き、3次元コンピューターグラフィックスなどに関連する製品を開発、販売する日本の企業。
社名の「終作」は代表取締役の古島終作の名前に由来する。

## 概要
1996年に、それまで古島終作と森田利広が開発したMacintosh用（フリーソフト版）3次元コンピュータグラフィックスソフトウェアである「六角大王」を機能強化した「六角大王Super」を製品化、販売を開始して起業し、ソフトウェアの開発・販売を手がけている。
主な取引先は、ソフトウェア流通業者・ソフトウェア会社・出版社などとなっている。
また、2006年から3次元コンピュータグラフィックス技術を応用したイラスト素材集「さし絵スタジオ」を始め、iPhoneアプリ「RoomRuler」などの開発、販売も行っている。

## 沿革
- 1996年- 会社設立（埼玉県所沢市）。
- 1998年- 六角大王Super Version1 発売。
- 1999年- MacFanMVP 特別賞を受賞。
- 1999年- 六角大王Super2 発売。
- 2000年- 教育用CADソフトを受託開発。
- 2000年- 東京都大田区に移転。
- 2001年- 六角大王Super3 発売。
- 2002年- 六角大王Super3LEを「ペパクラデザイナー」に供給。
- 2003年- 六角大王Super4 発売。
- 2004年- 六角大王ビューワーメーカーを公開。
- 2005年- 六角大王Super5発売。
- 2006年- 六角大王Super人物編を「マイホームデザイナーFP」に供給。
- 2006年- 六角大王SuperLEを「ペパクラデザイナー2」に供給。
- 2006年- さし絵スタジオ総合編 発売。
- 2007年- 六角大王Super5.5 発売。
- 2008年- アレンジOK！素材集をジャストシステム社に供給。
- 2008年- 神奈川県伊勢原市に移転。
- 2009年- 六角大王Super6発売。
- 2010年- さし絵スタジオ2発売。
- 2010年- iPhoneアプリRoomRulerを発売。
- 2011年- 六角大王Superとさし絵スタジオの権利をセルシスに譲渡。同社による開発販売に移行。